# Taložnice Virovitičke šećerane
Taložnice Virovitičke šećerane este o arie protejată (arie de protecție specială avifaunistică — SPA) din Croația întinsă pe o suprafață de 24,14 ha, integral pe uscat.

## Localizare
Centrul sitului Taložnice Virovitičke šećerane este situat la coordonatele 45°51′38″N 17°24′04″E / 45.860678°N 17.401045°E.

## Înființare
Situl Taložnice Virovitičke šećerane a fost declarat arie de protecție specială avifaunistică în iulie 2013 pentru a proteja 2 specii de animale.

## Biodiversitate
Situată în ecoregiunea continentală, aria protejată nu include niciun habitat protejat.
La baza desemnării sitului se află mai multe specii protejate de  păsări (2): piciorong (Himantopus himantopus), sfrâncioc roșiatic (Lanius collurio).